# Demand-Chain-Management

Gegenstand des Demand-Chain-Managements sind komplexe und dynamische Lieferanten- und Kundennetzwerke, wobei der Kundenseite eine besondere Rolle zukommt. (vgl. Wieland/Wallenburg, 2011)

Demand-Chain-Management (DCM) ist das Management der Beziehungen zwischen Lieferanten und Kunden um die Nachfrage der Kunden durch die Lieferkette (engl. supply chain) bestmöglich und zu den geringstmöglichen Kosten zu erfüllen. Der Begriff Demand-Chain-Management bedeutet insoweit dasselbe wie Supply-Chain-Management, jedoch mit Betonung auf die Nachfrageseite. Demand-Chain-Management-Software soll die Lücke zwischen Customer-Relationship-Management und Supply-Chain-Management schließen.
Während die logistischen Prozesse des Unternehmens (die Lieferkette) organisiert sind, um die (als gegeben angenommene) Nachfrage der Kunden bestmöglich zu erfüllen, sieht eine Studie der Universität in Wageningen (Niederlande) DCM als eine Erweiterung der Lieferkette durch die explizite Einbeziehung der Marktperspektive.
Ein großes Themenfeld innerhalb des Demand-Chain-Management ist das des Kommunikationsmodells. Häufig schützt der Händler seine Endkunden und möchte diese nur direkt betreuen. Hier entsteht der sogenannte Zielkonflikt zwischen Hersteller und Handel (Verkaufsförderung).

## Unterschiedliche Implementierungen von DCM
Ein Ansatz des Demand-Chain-Managements verbindet Business-Intelligence-Software und Prognosemodelle, welche Feiertage, Sportereignisse, Ferien und weitere Faktoren berücksichtigen, um zukünftige Kundennachfragen zu berechnen. Basierend auf diesen Ergebnissen wird die Supply-Chain gesteuert.
Ein anderer Ansatz wird als Real-Time-DCM bezeichnet. Bei diesem Ansatz werden alle Bestandsveränderungen (Verkäufe, Anlieferungen etc.) in Echtzeit verarbeitet. Basierend auf diesen Daten kann man aktuelle Verkaufstrends berechnen und rasch reagieren, um Produkte jederzeit verfügbar zu haben. Systeme dieser Art können zum Beispiel warnen, dass die Bio-Milch in 4 Stunden ausverkauft sein wird. Die Supply-Chain wird so kontinuierlich mit aktuellen Daten versorgt. Wenn die entsprechenden Lieferzeiten berücksichtigt werden, lassen sich Lieferengpässe durch die Berücksichtigung echter Bestandsdaten und aktueller Verkaufstrends vermeiden.